# Nymphis von Herakleia
Nymphis von Herakleia aus Pontos († nach 246 v. Chr.) war ein antiker griechischer Geschichtsschreiber. Er lebte in der ersten Hälfte des 3. Jahrhunderts v. Chr.
Nymphis, Sohn eines Xenagoras, war ein angesehener Bürger von Herakleia Pontike. Er lebte während der Tyrannis des Klearchos und der anschließenden Regierung des Lysimachos in der Verbannung und kehrte nach dem Tod des Lysimachos (281 v. Chr.) in seine Heimatstadt zurück. Um 250 v. Chr. leitete er eine Delegation zu den Galatern und erreichte deren Abzug aus dem zu Herakleia gehörigen Gebiet.
Nymphis schrieb eine völlig verlorene Universalgeschichte in 24 Büchern über Alexander den Großen, die Diadochen und deren Nachfolger bis zum Herrschaftsantritt von Ptolemaios III. in Ägypten (246 v. Chr.). Außerdem verfasste er eine Lokalgeschichte der Stadt Herakleia in 13 Büchern. Von ihr liegen einige Fragmente vor. Sie ist besonders kenntlich durch das erhaltene umfangreiche Exzerpt des von Memnon geschriebenen Werks über Herakleia, in dem Nymphis als eine wesentliche Quelle benutzt wurde. Des Weiteren wurde Nymphis u. a. von Plutarch, Athenaios und wohl auch von Apollonios von Rhodos sowie dessen Scholiasten herangezogen.

## Ausgaben
- Felix Jacoby: Die Fragmente der griechischen Historiker (FGrH) Nr. 432.
- Richard A. Billows: Nymphis. In: Brill’s New Jacoby, Nr. 432 (Text mit englischer Übersetzung, Kommentar und weiterer Literatur).